# Prijs van verdienste (film)
De Prijs van verdienste of de Gulden Mira is een Vlaamse carrièreprijs die de Vereniging van de Vlaamse Filmpers (ex-BBF) jaarlijks uitreikt aan een filmpersoonlijkheid die wordt erkend voor een uitzonderlijke loopbaan of een prestatie met internationale weerslag:
- 2002: Frans Weisz
- 2003: Roel Van Bambost
- 2004: Marion Hänsel
- 2005: Jan Decleir
- 2006: Robbe De Hert
- 2007: Jacqueline Pierreux
- 2008: Fernand Auwera
- 2009: Chris Lomme
- 2010: Gene Bervoets
- 2011: Marilou Mermans
- 2012: Roland Verhavert
- 2013: Raoul Servais
- 2014: Harry Kümel
- 2015: Nouchka van Brakel [1]
- 2016: Associate Directors [2]
- 2017: Ken Loach [3]
- 2018: Johan Leysen [4]
- 2019: Stijn Coninx
- 2022: Eric De Kuyper
- 2023: Tim Mielants[5]
- 2024: Peter Brosens & Jessica Woodworth